# اوویلیه
اوویلیه (به فرانسوی: Auvilliers) یک کمون در فرانسه است که در سن-ماریتیم واقع شده‌است. اوویلیه ۴٫۸۹ کیلومتر مربع مساحت دارد ۲۳۶ متر بالاتر از سطح دریا واقع شده‌است.